# Gustaf Adolfs-märket

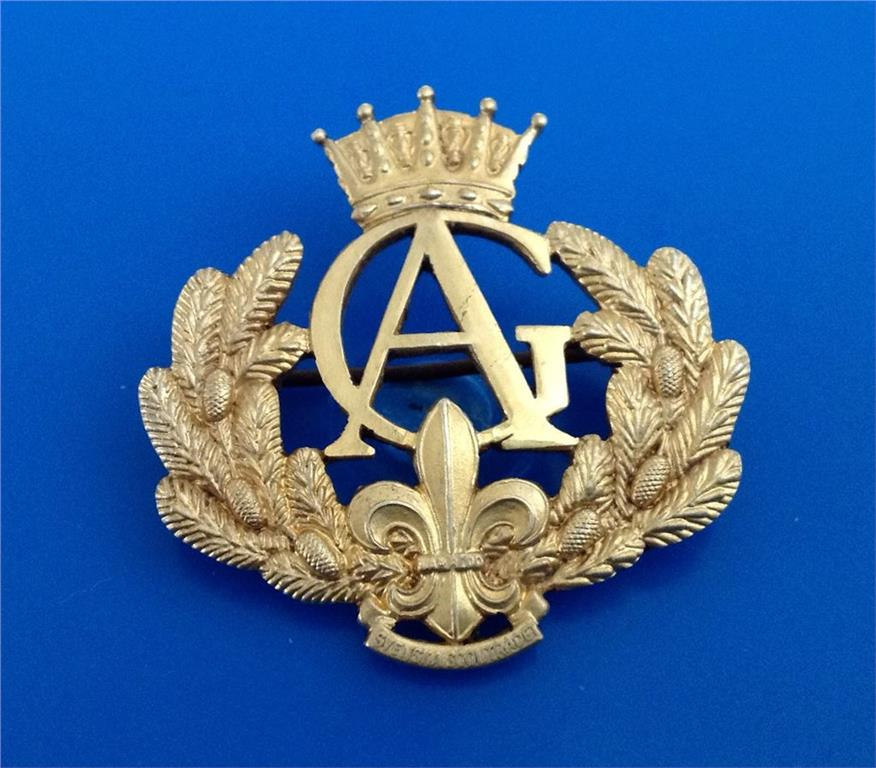
Gustaf Adolfs-märket.

Gustaf Adolfs-märket är en prestigefylld utmärkelse inom den svenska scoutrörelsen och rankas som den högsta utmärkelsen efter Silvervargen. Det har delats ut sedan 2013 av Scouterna, tidigare ansvarade Svenska Scoutrådet (SSR) och Svenska Scoutunionen (SSU) för att tilldela märket.

## Historia
Instiftat år 1947 för att hedra minnet av arvprinsen Gustaf Adolf, som avled samma år, är Gustaf Adolfs-märket ett erkännande av hans starka engagemang inom scoutrörelsen. Han var ordförande för Svenska Scoutunionen från dess grundande fram till sin död. Det var Prinsessan Sibylla, fru till Prins Gustaf Adolf, som tog initiativet till att skapa märket.

## Regler
Idag tilldelas Gustaf Adolfs-märket till "aktiva ledare som har gjort synnerligen förtjänstfulla insatser för Scouterna på minst distriktsnivå". Det är en utmärkelse som uppmärksammar exceptionella prestationer och betydande bidrag till scoutverksamheten.

## Utseende
Märket är utformat med Prins Gustaf Adolfs monogram inneslutet i en krans av granris. Dessutom inkluderas en scoutlilja i förgyllt silver. Denna design symboliserar det engagemang och den hängivenhet som krävs för att bli förtjänt av märket. Det är en påminnelse om Prins Gustaf Adolfs dedikation till scoutrörelsen och den betydelsefulla roll som ledare spelar inom organisationen.

## Utdelning
En innehavare av Silvervargen kan inte tilldelas ett Gustaf Adolfs-märke. Undantag gjordes när märket instiftades, då prinsessan Sibylla uttalade en önskan om att de innehavare av Silvervargen som i särskilt hög grad samarbetat med prins Gustav Adolf skulle tilldelas ”GA-märket”. Listan över dessa märkeskandidater uppgjordes i samråd med prinsessan Sibylla. Sedan 1947 har över 1 300 Gustaf Adolfs-märken utdelats.